# Eugène Bataille

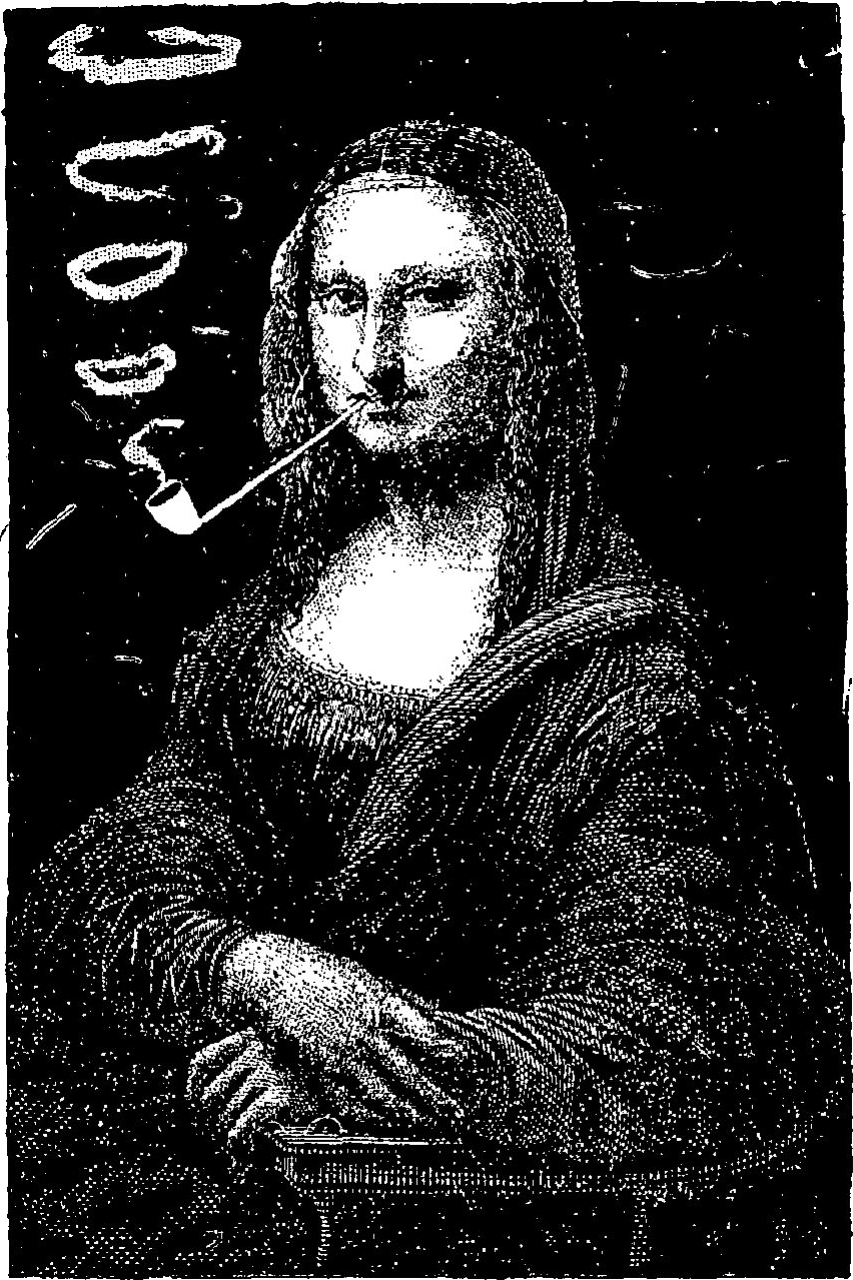
Mona Lisa fumant la pipe i Le Rire 1887

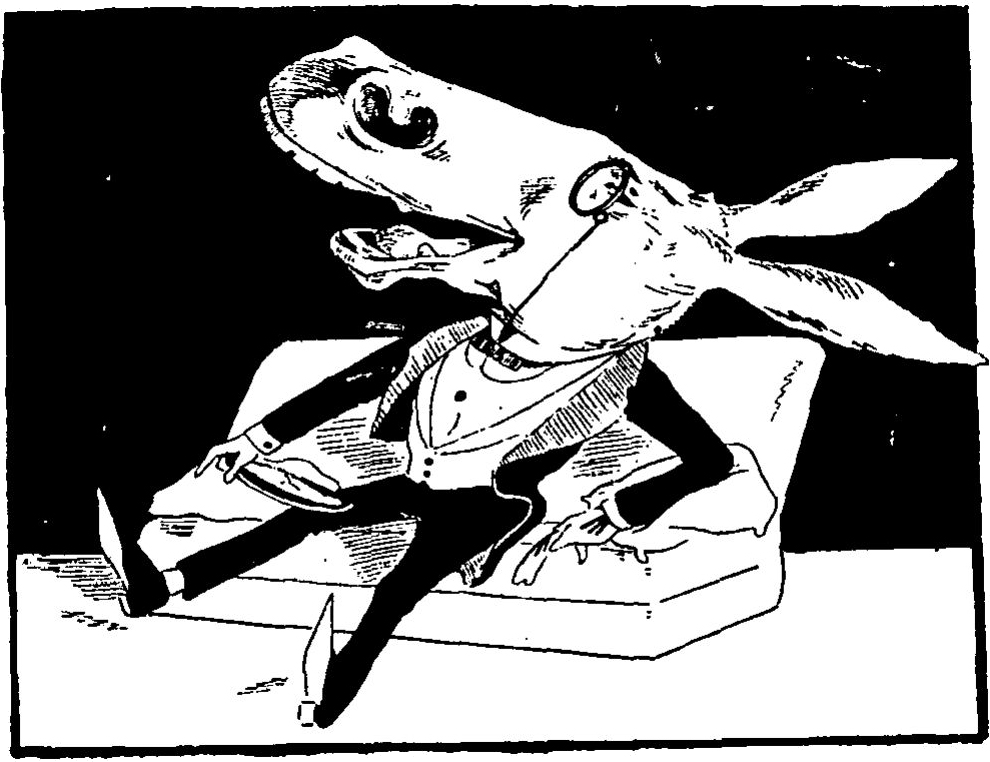
Illustration till Le Rire

Eugène François Bonaventure Bataille, känd under pseudonymen Arthur Sapeck, född 7 maj 1854 i Le Mans i Frankrike, död 10  juni 1891 i Clermont, Oise, var en fransk illustratör.
Eugène Bataille deltog i rörelserna Les Hydropathes, Les Fumistes och Les Incohérents. Hans satiriska teckningar i tidskrifter som Le Rire gjorde honom mer känd än hans andra illustrationer.
Han gjorde 1883 karikatyren Mona Lisa fumant la pipe (Mona Lisa rökande pipa), som var en direkt föregångare till Marcel Duchamps readymade L.H.O.O.Q. från 1919. Denna teckning publicerades i den satiriska tidskriften Le Rire 1887.
Han gifte sig 1888 och fick två barn. Han lades in med psykiska besvär på Clermont sur Oises mentalsjukhus 1889, där han dog 1891.

## Bildgalleri

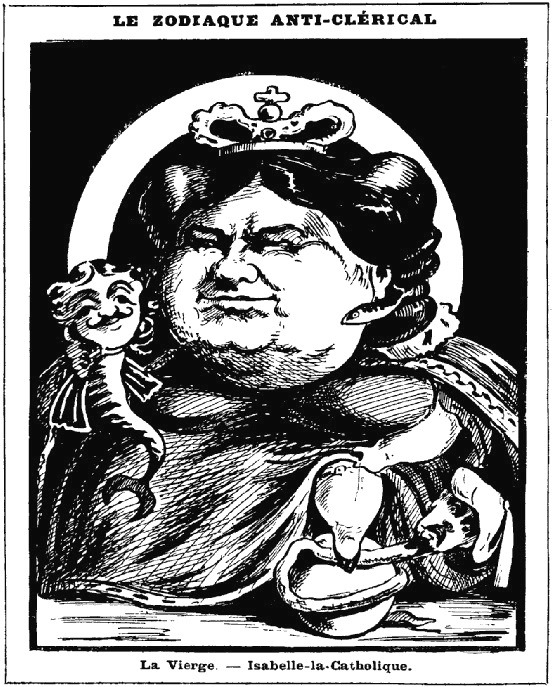
Isabelle-la-Catholique
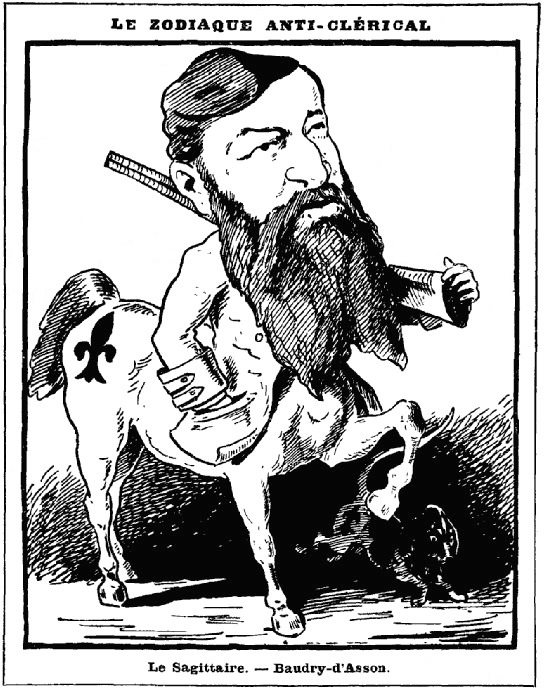
Baudry d'Asson
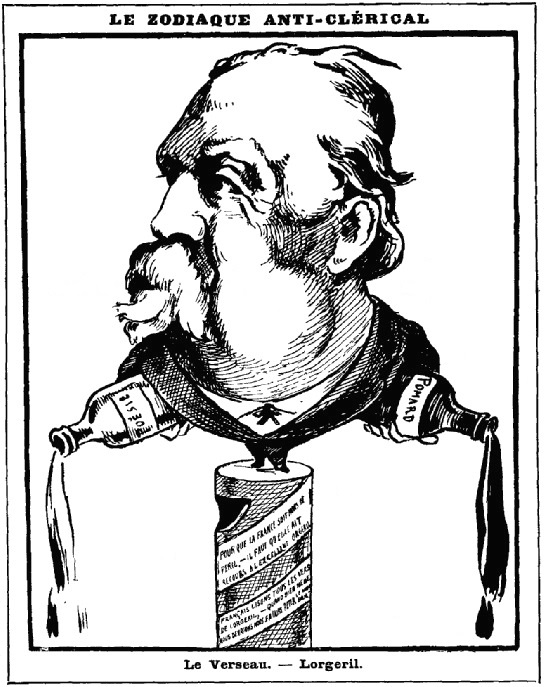
Lorgeril
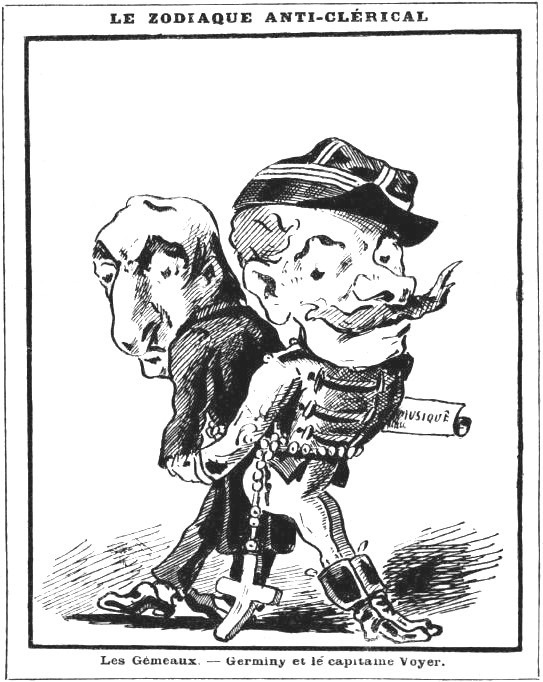
Germiny et le capitaine voyer
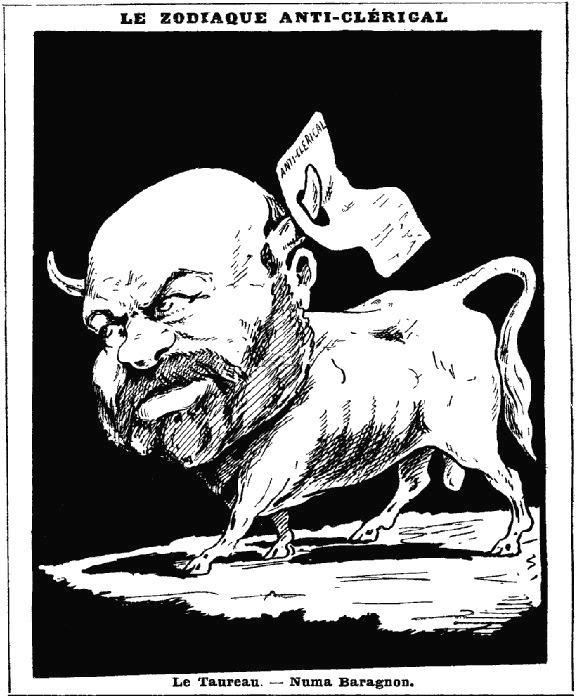
Numa Baragnon
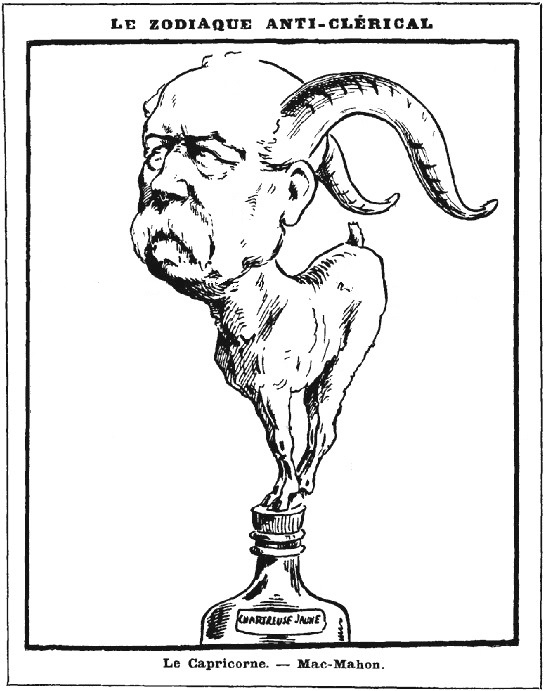
Mac-Mahon